# Schattenkabinett Corbyn
Das Schattenkabinett Corbyn war vom 12. September 2015 bis zum 4. April 2020 das Schattenkabinett in Großbritannien.
Das Schattenkabinett Corbyn wurde von der Labour Party als größter Oppositionspartei gebildet und war das Gegenstück zur amtierenden Regierung der Conservative Party.

## Mitglieder
| Amt | Bild | Name                                         | Amtszeit  |
| --- | ---- | -------------------------------------------- | --------- |
| Schatten-Premierminister Oppositionsführer Vorsitzender der Labour Party                                                                                             |      | Jeremy Corbyn                                | 2015–2020 |
| stellvertretende Vorsitzende der Labour Party |      | Tom Watson                                   | 2015–2019 |
| stellvertretende Vorsitzende der Labour Party |      | vakant                                       | 2019–2020 |
| Schatten-First Secretary of State |      | Angela Eagle                                 | 2015–2016 |
| Schatten-First Secretary of State |      | vakant                                       | 2016–2017 |
| Schatten-First Secretary of State |      | Emily Thornberry                             | 2017–2020 |
| Schatten-Schatzkanzler |      | John McDonnell                               | 2015–2020 |
| Schattenminister/in für Auswärtiges |      | Hilary Benn                                  | 2015–2016 |
| Schattenminister/in für Auswärtiges |      | Emily Thornberry                             | 2016–2020 |
| Schattenminister/in für Inneres |      | Andy Burnham                                 | 2015–2016 |
| Schattenminister/in für Inneres |      | Lyn Brown                                    | 2017      |
| Schattenminister/in für Inneres |      | Diane Abbott                                 | 2016–2020 |
| Schattenminister/in für Wirtschaft, Innovation und Qualifikationen (2015–2016) Schattenminister/in für Wirtschaft, Energie und Industriestrategie (2016–heute)       |      | Angela Eagle                                 | 2015–2016 |
| Schattenminister/in für Wirtschaft, Innovation und Qualifikationen (2015–2016) Schattenminister/in für Wirtschaft, Energie und Industriestrategie (2016–heute)       |      | Jon Trickett                                 | 2016      |
| Schattenminister/in für Wirtschaft, Innovation und Qualifikationen (2015–2016) Schattenminister/in für Wirtschaft, Energie und Industriestrategie (2016–heute)       |      | Clive Lewis                                  | 2016–2017 |
| Schattenminister/in für Wirtschaft, Innovation und Qualifikationen (2015–2016) Schattenminister/in für Wirtschaft, Energie und Industriestrategie (2016–heute)       |      | Rebecca Long-Bailey                          | 2017–2020 |
| Schattenminister/in für Gesundheit und Soziales |      | Heidi Alexander                              | 2015–2016 |
| Schattenminister/in für Gesundheit und Soziales |      | Diane Abbott                                 | 2016      |
| Schattenminister/in für Gesundheit und Soziales |      | Jonathan Ashworth                            | 2016–2020 |
| Schattenministerin für Bildung |      | Lucy Powell                                  | 2015–2016 |
| Schattenministerin für Bildung |      | Pat Glass                                    | 2016      |
| Schattenministerin für Bildung |      | Angela Rayner                                | 2016–2020 |
| Schattenminister/in für den Austritt aus der Europäischen Union |      | Emily Thornberry                             | 2016      |
| Schattenminister/in für den Austritt aus der Europäischen Union |      | Keir Starmer                                 | 2016–2020 |
| Schattenminister für Justiz |      | Charles Falconer, Baron Falconer of Thoroton | 2015–2016 |
| Schattenminister für Justiz |      | Richard Burgon                               | 2016–2020 |
| Schattenstaatsministerin für Frauen und Gleichstellung (2015–2017) Schattenministerin für Frauen und Gleichstellung (2017–heute)                                     |      | Kate Green                                   | 2015–2016 |
| Schattenstaatsministerin für Frauen und Gleichstellung (2015–2017) Schattenministerin für Frauen und Gleichstellung (2017–heute)                                     |      | Angela Rayner                                | 2016      |
| Schattenstaatsministerin für Frauen und Gleichstellung (2015–2017) Schattenministerin für Frauen und Gleichstellung (2017–heute)                                     |      | Sarah Champion                               | 2016–2017 |
| Schattenstaatsministerin für Frauen und Gleichstellung (2015–2017) Schattenministerin für Frauen und Gleichstellung (2017–heute)                                     |      | Dawn Butler                                  | 2017–2020 |
| Schattenminister/in für internationale Entwicklung |      | Diane Abbott                                 | 2015–2016 |
| Schattenminister/in für internationale Entwicklung |      | Kate Osamor                                  | 2016–2018 |
| Schattenminister/in für internationale Entwicklung |      | Dan Carden                                   | 2018–2020 |
| Schatten-Leader of the House of Lords |      | Angela Smith, Baroness Smith of Basildon     | 2015–2020 |
| Schatten-Leader of the House of Commons |      | Chris Bryant                                 | 2015–2016 |
| Schatten-Leader of the House of Commons |      | Paul Flynn                                   | 2016      |
| Schatten-Leader of the House of Commons |      | Valerie Vaz                                  | 2016–2020 |
| Schatten-Lord President of the Council |      | Jon Trickett                                 | 2016–2020 |
| Schattenminister für das Kabinettsbüro |      | Tom Watson                                   | 2015–2016 |
| Schattenminister für das Kabinettsbüro |      | Ian Lavery                                   | 2016–2017 |
| Schattenminister für das Kabinettsbüro |      | Jon Trickett                                 | 2017–2020 |
| Schattenstaatsministerin für das Kabinettsbüro Stellvertretender Schattenministerin für das Kabinettsbüro                                                            |      | Laura Smith                                  | 2018      |
| Schattenstaatsministerin für das Kabinettsbüro Stellvertretender Schattenministerin für das Kabinettsbüro                                                            |      | Jo Platt                                     | 2018–2019 |
| Schattenminister/in für Arbeit und Renten |      | Owen Smith                                   | 2015–2016 |
| Schattenminister/in für Arbeit und Renten |      | Debbie Abrahams                              | 2016–2018 |
| Schattenminister/in für Arbeit und Renten |      | Margaret Greenwood                           | 2018–2020 |
| Schattenminister für Wohnungsbau |      | John Healey                                  | 2016–2020 |
| Schattenminister/in für Gemeinden und Kommunalverwaltung |      | Jon Trickett                                 | 2015–2016 |
| Schattenminister/in für Gemeinden und Kommunalverwaltung |      | Grahame Morris                               | 2016      |
| Schattenminister/in für Gemeinden und Kommunalverwaltung |      | Teresa Pearce                                | 2016–2017 |
| Schattenminister/in für Gemeinden und Kommunalverwaltung |      | Andrew Gwynne                                | 2017–2020 |
| Schatten-Chief Secretary to the Treasury |      | Seema Malhotra                               | 2015–2016 |
| Schatten-Chief Secretary to the Treasury |      | Rebecca Long-Bailey                          | 2016–2017 |
| Schatten-Chief Secretary to the Treasury |      | Peter Dowd                                   | 2017–2020 |
| Schattenminister/in für Wales |      | Nia Griffith                                 | 2015–2016 |
| Schattenminister/in für Wales |      | Paul Flynn                                   | 2016      |
| Schattenminister/in für Wales |      | Jo Stevens                                   | 2016–2017 |
| Schattenminister/in für Wales |      | Christina Rees                               | 2017–2020 |
| Schattenminister für Nordirland |      | Vernon Coaker                                | 2015–2016 |
| Schattenminister für Nordirland |      | Dave Anderson                                | 2016–2017 |
| Schattenminister für Nordirland |      | Owen Smith                                   | 2017–2018 |
| Schattenminister für Nordirland |      | Tony Lloyd                                   | 2018–2020 |
| Schattenminister/in für Schottland |      | Ian Murray                                   | 2015–2016 |
| Schattenminister/in für Schottland |      | Dave Anderson                                | 2016–2017 |
| Schattenminister/in für Schottland |      | Lesley Laird                                 | 2017–2019 |
| Schattenminister/in für Schottland |      | Tony Lloyd                                   | 2019–2020 |
| Schattenminister/in für Verkehr |      | Lilian Greenwood                             | 2015–2016 |
| Schattenminister/in für Verkehr |      | Andy McDonald                                | 2016–2020 |
| Schattenminister/in für Verteidigung |      | Maria Eagle                                  | 2015–2016 |
| Schattenminister/in für Verteidigung |      | Emily Thornberry                             | 2016      |
| Schattenminister/in für Verteidigung |      | Clive Lewis                                  | 2016      |
| Schattenminister/in für Verteidigung |      | Nia Griffith                                 | 2016–2020 |
| Schattenminister für internationalen Handel Schattenstaatsminister für internationalen Klimawandel                                                                   |      | Barry Gardiner                               | 2016–2020 |
| Schattenminister/in für Kultur, Medien und Sport (2015–2017) Schattenminister/in für Digitales, Kultur, Medien und Sport (2017–2020)                                 |      | Michael Dugher                               | 2015–2016 |
| Schattenminister/in für Kultur, Medien und Sport (2015–2017) Schattenminister/in für Digitales, Kultur, Medien und Sport (2017–2020)                                 |      | Maria Eagle                                  | 2016      |
| Schattenminister/in für Kultur, Medien und Sport (2015–2017) Schattenminister/in für Digitales, Kultur, Medien und Sport (2017–2020)                                 |      | Kelvin Hopkins                               | 2016      |
| Schattenminister/in für Kultur, Medien und Sport (2015–2017) Schattenminister/in für Digitales, Kultur, Medien und Sport (2017–2020)                                 |      | Tom Watson                                   | 2016–2019 |
| Schattenminister/in für Kultur, Medien und Sport (2015–2017) Schattenminister/in für Digitales, Kultur, Medien und Sport (2017–2020)                                 |      | Tracy Brabin                                 | 2019–2020 |
| Schattenminister/in für Umwelt, Ernährung und ländliche Angelegenheiten                                                                                              |      | Kerry McCarthy                               | 2015–2016 |
| Schattenminister/in für Umwelt, Ernährung und ländliche Angelegenheiten                                                                                              |      | Rachael Maskell                              | 2016–2017 |
| Schattenminister/in für Umwelt, Ernährung und ländliche Angelegenheiten                                                                                              |      | Sue Hayman                                   | 2017–2019 |
| Schattenminister/in für Umwelt, Ernährung und ländliche Angelegenheiten                                                                                              |      | Luke Pollard                                 | 2019–2020 |
| Schattenministerin für Arbeitnehmerrechte |      | Laura Pidcock                                | 2019      |
| Schattenministerin für Arbeitnehmerrechte |      | Rachael Maskell                              | 2019–2020 |
| Schattenminister/in für Energie und Klimawandel (2015–2016) |      | Lisa Nandy                                   | 2015–2016 |
| Schattenminister/in für Energie und Klimawandel (2015–2016) |      | Barry Gardiner                               | 2016      |
| Schatten-Attorney General |      | Catherine McKinnell                          | 2015–2016 |
| Schatten-Attorney General |      | Karl Turner                                  | 2016      |
| Schatten-Attorney General |      | Sharmishta Chakrabarti, Baroness Chakrabarti | 2016–2020 |
| Chief Whip der Labour Party im House of Commons |      | Rosie Winterton                              | 2015–2016 |
| Chief Whip der Labour Party im House of Commons |      | Nick Brown                                   | 2016–2020 |
| Chief Whip der Labour Party im House of Lords |      | Steve Bassam, Baron Bassam of Brighton       | 2015–2018 |
| Chief Whip der Labour Party im House of Lords |      | Thomas McAvoy, Baron McAvoy                  | 2018–2020 |
| Schattenstaatsministerin für psychische Gesundheit (2015–2016) Schattenstaatsministerin für psychische Gesundheit und Sozialfürsorge (2016–2020)                     |      | Luciana Berger                               | 2015–2016 |
| Schattenstaatsministerin für psychische Gesundheit (2015–2016) Schattenstaatsministerin für psychische Gesundheit und Sozialfürsorge (2016–2020)                     |      | Barbara Keeley                               | 2016–2020 |
| Schattenstaatsministerin für junge Menschen und Wählerregistrierung (2015–2016) Schattenstaatsministerin für Wählerengagement und Jugendangelegenheiten (2016–heute) |      | Gloria De Piero                              | 2015–2016 |
| Schattenstaatsministerin für junge Menschen und Wählerregistrierung (2015–2016) Schattenstaatsministerin für Wählerengagement und Jugendangelegenheiten (2016–heute) |      | Cat Smith                                    | 2016–2020 |
| Schattenstaatsminister ohne Geschäftsbereich |      | Jonathan Ashworth                            | 2015–2016 |
| Schattenstaatsminister ohne Geschäftsbereich |      | Andrew Gwynne                                | 2016–2017 |
| Schattenstaatsminister ohne Geschäftsbereich |      | Ian Lavery                                   | 2017–2020 |
| Generalsekretär der Labour Party |      | Tom Watson                                   | 2015–2017 |
| Generalsekretär der Labour Party |      | Ian Lavery                                   | 2017–2020 |
| Nationaler Kampagnenkoordinator der Labour Party |      | Jon Trickett                                 | 2015–2017 |
| Nationaler Kampagnenkoordinator der Labour Party |      | Andrew Gwynne                                | 2017–2020 |
| Nationaler Kampagnenkoordinator der Labour Party |      | Ian Lavery                                   | 2017–2020 |
| Vorsitzender der European Parliamentary Labour Party |      | Glenis Willmott                              | 2015–2017 |
| Vorsitzender der European Parliamentary Labour Party |      | Richard Corbett                              | 2017–2020 |